# Saitis magnus
Saitis magnus là một loài nhện trong họ Salticidae.
Loài này thuộc chi Saitis. Saitis magnus được Lodovico di Caporiacco miêu tả năm 1947.